# Croix de Tréhat
La Croix de Tréhat, est située près du lieu-dit "Tréhat" sur la commune de Glénac dans le Morbihan.

## Historique
La croix fait l’objet d’une inscription au titre des monuments historiques depuis le 23 mai 1927.

## Architecture
La croix de Tréhat est une croix latine en palis. 
Elle est dressée sur un soubassement.
Ses branches sont reliées par un arc de cercle. 
Le croisillon est percé d’un losange.